# Denis Cohen
Denis Cohen, né le 11 octobre 1953 à Melun, un syndicaliste français. Il est secrétaire général de la Fédération nationale de l'énergie CGT de 1989 à 1999, puis de la Fédération nationale Mines-Energie de 1999 à 2003.

## Biographie
Issu d'une famille proche du PCF, Denis Cohen fait partie à l'adolescence des Jeunesses communistes. Après des études à l’école nationale des métiers EDF de Gurcy-le-Châtel, en Seine-et-Marne, il est embauché à EDF en 1972 comme monteur-électricien au service de Transport d’énergie de Saint-Denis.
Il adhère à la Confédération générale du travail (CGT) et au Parti communiste français. Il s'investit beaucoup dans l'action syndicale. En 1980, il succède à François Duteil, à la demande de celui-ci, comme responsable du Centre fédéral de la jeunesse (CFJ) de la Fédération CGT de l’Énergie.
En 1989, il devient secrétaire général de la Fédération CGT de l’Énergie à l’issue de son XXXe congrès à Caen en juin 1989.
En 2003, il est remplacé à ce poste par Frédéric Imbrecht. Denis Cohen est également membre du conseil national du Parti communiste français (ex-comité central) de 1996 à 2003,.
La fin de son dernier mandat est marquée par des divisions internes lors de la victoire du « non » au référendum du 9 janvier 2003 auprès du personnel d'EDF-GDF concernant la réforme de leur régime de retraite. Les critiques des opposants se concentrent sur Denis Cohen, accusé de ne pas respecter les procédures démocratiques internes.

## Publications
- Pour un syndicalisme durable, entretiens avec Pascal Pogam, Paris, Le Cherche Midi, 2003, 217 p.  (ISBN 2-74910-095-X)
- Un siècle de vie ouvrière : 1909-2009, avec Valère Staraselski ; préface de Bernard Thibault, Paris, le Cherche midi, 2009, 175 p.  (ISBN 978-2-7491-1003-5)